# M.7 (dirigibile)
Il dirigibile M.7 era un dirigibile di tipo semirigido costruito in Italia presso il cantiere aeronautico di Campi Bisenzio nella seconda metà degli anni dieci del XX secolo per scopi militari. L'M.7 apparteneva alla "Classe M" progettata dall'ingegnere Gaetano Arturo Crocco.

## Storia del progetto
Nel 1913 il governo italiano, nel piano di potenziamento delle forze armate, decise di realizzare nel Comune di Campi Bisenzio una base per dirigibili su un'area di circa 30 ettari, vicino alla frazione di Sant'Angelo a Lecore. La costruzione del nuovo cantiere iniziò nel 1914 a cura dalla ditta Giovanni Saccardi.
Nel 1915 fu deciso di collegare l'aeroscalo, allora in via di completamento, con il telegrafo a fili, dotando l'aeroscalo di un ufficio telegrafico, con due addetti, che fungeva anche da ufficio postale.
Nel febbraio 1915 una relazione della Regia Marina precisava che: il cantiere fiorentino di Campi Bisenzio, con un hangar in ferro adatto per un dirigibile tipo M, sarebbe stato pronto per la fine di aprile.
La base di Campi Bisenzio era dotata di un hangar prefabbricato costituito da centine reticolari di ferro, di forma parabolica, tamponamenti leggeri e con una enorme porta, formata da due battenti scorrevoli su rotaie. Tale struttura era in grado di costruire e ospitare un dirigibile per volta. Vicino all’hangar vi erano le baracche per l’alloggiamento del personale oltre che dei reparti delle forze armate destinate alla protezione della base. Una palazzina, costruita sempre in legno, fu realizzata per gli ufficiali. Appena ultimato presso l'aeroscalo fu effettuato il collaudo del dirigibile P.6.
Tra l'agosto e il settembre 1915 fu assemblato il dirigibile M.4, e tra il maggio e il giugno 1916 vi fu assemblato e collaudato il dirigibile M.6.
Nei mesi successivi, sotto la supervisione di Luigi Scelzo, fu assemblato e collaudato il dirigibile M.7, assegnato al Regio Esercito.

## Tecnica
Si trattava di un dirigibile di tipo semirigido con la navicella, costruita in tubi d'acciaio rivestiti in tela, capace di trasportate 20 persone, appesa al pallone a mezzo di cavi collegati ai nodi di una catenaria di cavo d'acciaio, cucita sulla gualdrappa del dirigibile e collegata alla trave rigida di carena. I timoni di direzione erano due, posizionati sulla parte posteriore del dirigibile, ed aventi configurazione biplana.
La propulsione era affidata a due motori Maybach-Itala D.1 a 6 cilindri in linea raffreddati ad acqua, eroganti la potenza di 180 CV ciascuno, posizionati in coppia al centro della navicella ed azionanti eliche quadripala lignee. I propulsori consentivano all'aeronave di raggiungere una velocità massima di circa 70 km/h.

## Impiego operativo
Nei primi giorni dell'agosto 1916 furono effettuati dei collaudi sotto il controllo di Luigi Scenzo, e il dirigibile raggiunse una quota di tangenza di 5.200 m.
Il 5 agosto un vento fortissimo lo strappò dagli ormeggi della base di Campi Bisenzio, mandandolo ad inabissarsi in Adriatico, vicino all'isola di Lissa.

## Utilizzatori
Italia
- Regio Esercito

### Fonti
1. ↑  Pesce 1982, p. 136.
2. 1 2 3 4 5 6 7 8 9  Provincia di Prato.
3. 1 2 3 4 5  Pesce 1982, p. 56.
4. ↑  Chiusano, Saporiti 1993, p. 51.